# Tamás Wichmann
Tamás Wichmann (Budapest, 4 febbraio 1948 – Budapest, 12 febbraio 2020) è stato un canoista ungherese.
Vinse tre medaglie alle Olimpiadi e diciotto ai mondiali.

## Palmarès

### Olimpiadi
- 3 medaglie:
  - 2 argenti (Città del Messico 1968 nel C-2 1000 m; Monaco di Baviera 1972 nel C-1 1000 m)
  - 1 bronzi (Montréal 1976 nel C-1 1000 m)

### Mondiali
- 18 medaglie:
  - 9 ori (Copenaghen 1970 nel C-1 10000 m; 1971 Belgrade	C-1 10000 m; Belgrado 1971 nel C-2 1000 m; Città del Messico 1974 nel C-1 10000 m; Sofia 1977 nel C-1 10000 m; Duisburg 1979 nel C-1 1000 m e nel C-1 10000 m; Nottingham 1981 nel C-1 10000 m; Belgrado 1982 nel C-1 10000 m)
  - 4 argenti (Berlino Est 1966 nel C-1 1000 m; Copenaghen 1970 nel C-2 1000 m; Belgrado 1971 nel C-1 500 m; Belgrado 1978 nel C-1 1000 m)
  - 5 bronzi (Tampere 1973 nel C-1 1000 m, nel C-1 10000 m e nel C-2 1000 m; Belgrado 1975 nel C-1 1000 m; Tampere 1983 nel C-1 10000 m)